# Пам'ятні і ювілейні монети Німеччини

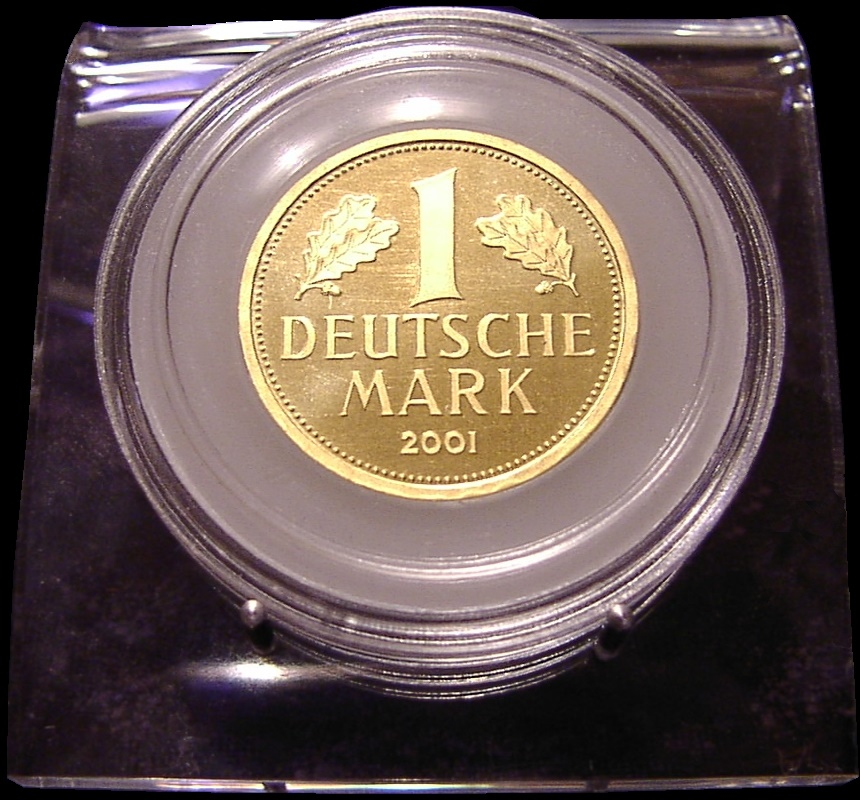
Золота 1 марка

Стаття містить інформацію про пам'ятні та ювілейні монети Німецького Бундесбанку, випущених в період з 1949 по 2001 рік.
Німецька марка була введена в обіг 20 червня 1948 року в американо-британсько-французькій зоні окупації Німеччини. Після утворення в вересні 1949 року Федеративної Республіки Німеччини німецька марка стала її грошовою одиницею. Карбування монет німецької марки було розпочато в 1948 році, а карбування пам'ятних монет — в 1953 році.
У ФРН з 1953 до 2001 року були випущені 87 пам'ятних монет. Ці монети випускалися з високим вмістом срібла або з мідно-нікелевого сплаву. Монети карбувалися у якостях анциркулейтед (ST) і пруф (SP).
Перші п'ять пам'ятних монет були випущені протягом 14 років. Вони вийшли дуже невеликим тиражем і є найбільш затребуваними у колекціонерів, які збирають німецькі пам'ятні та ювілейні марки. Через рідкість цих монет існують різні законні імітації (Монетний Акт § 11), але такі монети не мають цінності для нумізматів.
У наступні 34 роки монети випускалися практично щороку (як правило по дві монети на рік). Монета з портретом Лейбніца вийшла вже тиражем два мільйони екземплярів. Варто відзначити, що в 1990 році після приєднання НДР тиражі не було збільшено, хоча збільшилося населення Німеччини.
Монети з найбільшим тиражем були випущені на честь Олімпійських ігор 1972 року в Мюнхені. Серія з п'яти монет номіналом 10 марок вийшла тиражем кожної монети по 20 мільйонів екземплярів. Дизайн монет включав: символ Ігор, промені і спіраль і напис неправильною транслітерацією — Spiele der XX. Olympiade 1972 in Deutschland. Після заперечення Президента МОК Евері Брендеджа друга монета була випущена з правильною транскрипцією — Spiele der XX. Olympiade 1972 in München - через те, що місто проведення Ігор не було спочатку зазначено.
Спочатку пам'ятні монети в 5 марок карбувалися зі срібного сплаву. З 1980 по 1986 рік випускалися мідно-нікелеві монети. З 1987 року випускалися пам'ятні монети номіналом 10 марок зі срібного сплаву.
З 1 липня 1990 року німецька марка ФРН, в тому числі у вигляді пам'ятних монет ФРН, отримала статус законного платіжного засобу на території Німецької Демократичної Республіки, що увійшла в жовтні того ж року до складу об'єднаної Німеччини.
Єдина золота монета номіналом в 1 марку була випущена після внесення необхідних змін до закону. Вона відповідала розмірами звичайним монетам в 1 марку, але на аверсі замість назви держави було поміщено назву Бундесбанку. Ринкова ціна цієї золотої монети становила 250 марок. Є кілька позолочених копій монети, але за карбуванням вони явно відрізняються від золотих монет і не цінуються в середовищі нумізматів. Остання пам'ятна монета з номіналом в марках була випущена 5 вересня 2001 року.
З 1 січня 2002 року Німеччина перейшла на євро, тому наступна пам'ятна монета, випущена 23 січня 2002 року, була вже номіналом 10 євро. Цим монетам присвячена стаття Пам'ятні монети євро Німеччині. Пам'ятні монети, як і інші грошові знаки в німецьких марках, втратили силу законного платіжного засобу 1 березня 2002 року, але приймаються Бундесбанком для обміну на євро без обмеження терміну.

## Монетні двори
Деражавне підприємство Берлінський монетний двір («Münze Berlin»), з'явилося у 1990 році на базі колишнього Народного підприємства Берлінський монетний двір епохи НДР, воно карбувало монети під мандатом Міністерства фінансів Федеративної Республіки Німеччина. Історично, воно також відоме на монетах під позначкою «А»; перша німецька пам'ятна монета, викарбувана там, демонструвала Бранденбурзькі ворота.
Кожен монетний двір мав свої позначки на монетах: «A» (Берлін), «D» (Мюнхен), «F» (Штутгарт), «G» (Карлсруе) та «J» (Гамбург).

## 5 марок
У період з 1953 по 1986 рік було випущено 28 пам'ятних монет номіналом 5 марок з вмістом срібла 62,5%. В монетах номіналом 5 марок з вмістом срібла 62,5%, вага чистого срібла (Feinsilber) становила 7 грам.

### Монети зі срібла
| Номінал: 5 Deutsche Mark (28 монет; за період 1953—1979) Матеріал: 62,5 % Срібло, 37,5 % Мідь; Діаметр: 29 мм; Маса: 11,2 г |        |                   |         |                |           |         |
| Фото | Фото   | Дата випуску      | Номінал | Монетний- двір | Тираж     | Тираж   |
| Аверс | Реверс | Дата випуску      | Номінал | Монетний- двір | Unc       | Proof   |
| Німецький музей Нюрнберга |        |                   |         |                |           |         |
| |        | 11 вересня 1953   | 5 марок | D              | 198.760   | 1.240   |
| Написи на монеті · Написи на монеті |        |                   |         |                |           |         |
| (нім. Germanisches museum eigen thum der deutschen nation Nürnberg) (укр. Німецький музей в Нюрнберзі) (нім. Bundesrepublik Deutschland) (укр. Федератина Республіка Німеччина) (нім. Einigkeit Und Recht Und Freiheit) (укр. Єдність і справедливість і свобода)            |        |                   |         |                |           |         |
| 150-річчя з дня народження Фрідріха Шиллера |        |                   |         |                |           |         |
| |        | 9 травня 1955     | 5 марок | F              | 198.783   | 1.217   |
| Написи на монеті · Написи на монеті |        |                   |         |                |           |         |
| (нім. Friedrich von Schiller 9.V.1955 zum 150. Todestag) (укр. 150-річчя з дня народження Фрідріха Шиллера) (нім. Bundesrepublik Deutschland) (укр. Федератина Республіка Німеччина) (нім. Seid Einig, Einig, Einig) (укр. Будемо єдині-єдині-єдині!)                        |        |                   |         |                |           |         |
| 300-річчя з дня народження Людвіга Вільгельма маркграфа Баден-Бадена |        |                   |         |                |           |         |
| |        | 1 листопада 1955  | 5 марок | G              | 198.000   | 2.000   |
| Написи на монеті · Написи на монеті |        |                   |         |                |           |         |
| (нім. Ludwig Wilhelm Markgraf von Baden-Baden 1655—1707) (укр. Людвіг Вільгельм маркграф Баден-Бадена 1655—1707) (нім. Bundesrepublik Deutschland) (укр. Федератина Республіка Німеччина) (нім. Schild des Reiches) (укр. Символ держави)                                    |        |                   |         |                |           |         |
| 100-річчя з дня смерті Йозефа барона фон Ейхендорфа |        |                   |         |                |           |         |
| |        | 26 листопада 1957 | 5 марок | J              | 198.000   | 2.000   |
| Написи на монеті · Написи на монеті |        |                   |         |                |           |         |
| (нім. Joseph Freiherr von Eichendorff *1788—1857†) (укр. Йозеф барон фон Ейхендорф *1788—1857†) (нім. Bundesrepublik Deutschland) (укр. Федератина Республіка Німеччина) (нім. Grüss dich, Deutschland, aus Herzensgrund) (укр. Вітаю тебе Німеччина від щирого серця)       |        |                   |         |                |           |         |
| 150-річчя з дня смерті Йоганна Готліба Фіхте |        |                   |         |                |           |         |
| |        | 14 березня 1966   | 5 марок | J              | 495.000   | 5.000   |
| Написи на монеті · Написи на монеті |        |                   |         |                |           |         |
| (нім. Johann Gottlieb Fichte 1762—1814) (укр. Йоганн Готліб Фіхте 1762—1814) (нім. Bundesrepublik Deutschland) (укр. Федератина Республіка Німеччина) (нім. Nur das macht glückselig, was gut ist) (укр. Тільки хороше робить щасливим)                                      |        |                   |         |                |           |         |
| 250-річчя з дня смерті Ґотфріда Вільгельма Лейбніца |        |                   |         |                |           |         |
| |        | 14 лютого 1967    | 5 марок | D              | 1.925.000 | 75.000  |
| Написи на монеті · Написи на монеті |        |                   |         |                |           |         |
| (нім. Gottfried Wilhelm Leibniz 1646—1716) (укр. Ґотфрід Вільгельм Лейбніц 1646—1716) (нім. Bundesrepublik Deutschland) (укр. Федератина Республіка Німеччина) (лат. Magnum totius germaniae decus) (укр. Найбільша прикраса Німеччини)                                      |        |                   |         |                |           |         |
| 200-річчя з дня народження Александра фон Гумбольдта і Вільгельма фон Гумбольдта |        |                   |         |                |           |         |
| |        | 6 грудня 1967     | 5 марок | F              | 1.940.000 | 60.000  |
| Написи на монеті · Написи на монеті |        |                   |         |                |           |         |
| (нім. Wilhelm und Alexander von Humboldt) (укр. Вільгельм і Александр фон Гумбольдт) (нім. Bundesrepublik Deutschland) (укр. Федератина Республіка Німеччина) (нім. Freiheit erhoeht Zwang erstickt unsere Kraft) (укр. Примус душить наші сили, свобода збільшує)           |        |                   |         |                |           |         |
| 150-річчя з дня народження Фрідріха Вільгельма Райффайзена |        |                   |         |                |           |         |
| |        | 17 жовтня 1968    | 5 марок | J              | 3.942.500 | 140.000 |
| Написи на монеті · Написи на монеті |        |                   |         |                |           |         |
| (нім. Friedrich Wilhelm Raiffeisen 1818—1888) (укр. Фрідріх Вільгельм Райффайзен 1818—1888) (нім. Bundesrepublik Deutschland) (укр. Федератина Республіка Німеччина) (нім. Einer für alle - Alle für einen) (укр. Один за всіх - всі за одного)                              |        |                   |         |                |           |         |
| 500-річчя з дня смерті Йоганна Гутенберга |        |                   |         |                |           |         |
| |        | 11 листопада 1968 | 5 марок | G              | 2.930.000 | 100.000 |
| Написи на монеті · Написи на монеті |        |                   |         |                |           |         |
| (нім. Johannes Gutenberg 1468) (укр. Йоганн Гутенберг 1468) (нім. Bundesrepublik Deutschland) (укр. Федератина Республіка Німеччина) (нім. Gesegnet sei — wer die Schrift erfand) (укр. Блажен той, хто винайшов писемність)                                                 |        |                   |         |                |           |         |
| 150-річчя з дня народження Макса фон Петтенкофера |        |                   |         |                |           |         |
| |        | 18 грудня 1968    | 5 марок | D              | 2.930.000 | 100.000 |
| Написи на монеті · Написи на монеті |        |                   |         |                |           |         |
| (нім. Max Pettenkofer 1818—1901) (укр. Макс Петтенкофер 1818—1901) (нім. Bundesrepublik Deutschland) (рос. Федератина Республіка Німеччина) (нім. Hygiene strebt, der Übel Wurzel auszurotten) (укр. Гігієна прагне викорчувати корінь зла)                                  |        |                   |         |                |           |         |
| 150-річчя з дня народження Теодора Фонтане |        |                   |         |                |           |         |
| |        | 17 листопада 1969 | 5 марок | G              | 2.900.000 | 170.000 |
| Написи на монеті · Написи на монеті |        |                   |         |                |           |         |
| (нім. Theodor Fontane 1819—1898) (укр. Теодор Фонтане 1819—1898) (нім. Bundesrepublik Deutschland) (укр. Федератина Республіка Німеччина) (нім. Der Freie nur ist treu) (укр. Щастя в вірності)                                                                              |        |                   |         |                |           |         |
| 375-річчя з дня смерті Герарда Меркатора |        |                   |         |                |           |         |
| |        | 8 липня 1970      | 5 марок | F              | 4.804.000 | 200.000 |
| Написи на монеті · Написи на монеті |        |                   |         |                |           |         |
| (нім. 1512—1594.Gerhard Mercator) (укр. 1512—1594. Герард Меркатор) (нім. Bundesrepublik Deutschland) (укр. Федератина Республіка Німеччина) (лат. Terrae Descriptio ad Usum Navigantium) (укр. Опис Землі і використання навігації)                                         |        |                   |         |                |           |         |
| 200-річчя з дня народження Людвіга ван Бетховена |        |                   |         |                |           |         |
| |        | 7 вересня 1971    | 5 марок | F              | 4.800.000 | 200.000 |
| Написи на монеті · Написи на монеті |        |                   |         |                |           |         |
| (нім. Ludwig van Beethoven 1770—1827) (укр. Людвіг ван Бетховен 1770—1827) (нім. Bundesrepublik Deutschland) (укр. Федератина Республіка Німеччина) (нім. Alle Menschen werden Brüder) (укр. Люди - брати між собою)                                                         |        |                   |         |                |           |         |
| 100-річчя Німецької імперії |        |                   |         |                |           |         |
| |        | 24 листопада 1971 | 5 марок | G              | 4.800.000 | 200.000 |
| Написи на монеті · Написи на монеті |        |                   |         |                |           |         |
| (нім. Dem Deutschen Volke 1871 1971) (укр. Німецький народ 1871 1971) (нім. Bundesrepublik Deutschland) (укр. Федератина Республіка Німеччина) (нім. Einigkeit Und Recht Und Freiheit) (укр. Єдність і справедливість і свобода)                                             |        |                   |         |                |           |         |
| 500-річчя з дня народження Альбрехта Дюрера |        |                   |         |                |           |         |
| |        | 12 грудня 1972    | 5 марок | D              | 7.800.000 | 200.000 |
| Написи на монеті · Написи на монеті |        |                   |         |                |           |         |
| (нім. Albrecht Dürer 1471 1528) (укр. Альбрехт Дюрер 1471 1528) (нім. Bundesrepublik Deutschland) (укр. Федератина Республіка Німеччина) (нім. Der Aller edelst Sinn der Menschen ist Sehen) (укр. Найдорожче почуття людини це бачити)                                      |        |                   |         |                |           |         |
| 500-річчя з дня народження Миколи Коперника |        |                   |         |                |           |         |
| |        | 17 травня 1973    | 5 марок | J              | 7.750.000 | 250.000 |
| Написи на монеті · Написи на монеті |        |                   |         |                |           |         |
| (нім. Nikolaus Kopernikus 1473—1543 Sphäre der Fixsterne) (укр. Микола Коперник 1473—1543 Сфера нерухомих зірок) (нім. Bundesrepublik Deutschland) (укр. Федератина Республіка Німеччина) (лат. In medio vero omnium residet Sol) (укр. В середині всього знаходиться Сонце) |        |                   |         |                |           |         |
| 125-річчя Франкфуртських національних зборів |        |                   |         |                |           |         |
| |        | 11 грудня 1973    | 5 марок | G              | 7.750.000 | 250.000 |
| Написи на монеті · Написи на монеті |        |                   |         |                |           |         |
| (нім. Frankfurter Nationalversammlung 1848) (укр. Франкфуртські національні збори 1848) (нім. Bundesrepublik Deutschland) (укр. Федератина Республіка Німеччина) (нім. Einigkeit Und Recht Und Freiheit) (укр. Єдність і справедливість і свобода)                           |        |                   |         |                |           |         |
| 25-річчя Основного закону ФРН |        |                   |         |                |           |         |
| |        | 15 травня 1974    | 5 марок | F              | 7.750.000 | 250.000 |
| Написи на монеті · Написи на монеті |        |                   |         |                |           |         |
| (нім. 25 Jahre Grundgesetz der Bundesrepublik Deutschland 1974 1949) (укр. 25-річчя Основного закону ФРН 1974 1949) (нім. Bundesrepublik Deutschland) (укр. Федератина Республіка Німеччина) (нім. Die Menschenwürde ist unantastbar) (укр. Гідність людини недоторканна)    |        |                   |         |                |           |         |
| 250-річчя з дня народження Іммануїла Канта |        |                   |         |                |           |         |
| |        | 4 грудня 1974     | 5 марок | D              | 7.750.000 | 250.000 |
| Написи на монеті · Написи на монеті |        |                   |         |                |           |         |
| (нім. *1724 †1804 Immanuel Kant) (укр. *1724 †1804 Іммануїл Кант) (нім. Bundesrepublik Deutschland) (укр. Федератина Республіка Німеччина) (нім. Achtung fuer's moralische Gesetz) (укр. Увага до моральних цінностей)                                                       |        |                   |         |                |           |         |
| 50-річчя з дня смерті Фрідріха Еберта |        |                   |         |                |           |         |
| |        | 26 лютого 1975    | 5 марок | J              | 7.750.000 | 250.000 |
| Написи на монеті · Написи на монеті |        |                   |         |                |           |         |
| (нім. 1871—1925 Friedrich Ebert) (укр. 1871—1925 Фрідріх Еберт) (нім. Bundesrepublik Deutschland) (укр. Федератина Республіка Німеччина) (нім. Des volkes wohl ist meiner arbeit ziel) (укр. Благополуччя народу - мета моєї роботи)                                         |        |                   |         |                |           |         |
| Рік збереження Європейської культурної спадщини |        |                   |         |                |           |         |
| |        | 22 жовтня 1975    | 5 марок | F              | 7.750.000 | 250.000 |
| Написи на монеті · Написи на монеті |        |                   |         |                |           |         |
| (нім. Europäisches Denkmalschutzjahr 1975) (укр. Рік збереження Європейської культурної спадщини 1975) (нім. Bundesrepublik Deutschland) (укр. Федератина Республіка Німеччина) (нім. Zukunft unsere vergangenheit) (укр. Майбутнє - це наше минуле)                         |        |                   |         |                |           |         |
| 100-річчя з дня народження Альберта Швейцера |        |                   |         |                |           |         |
| |        | 3 грудня 1975     | 5 марок | G              | 7.750.000 | 250.000 |
| Написи на монеті · Написи на монеті |        |                   |         |                |           |         |
| (нім. Albert Schweitzer 1875—1965) (укр. Альберт Швейцер 1875—1965) (нім. Bundesrepublik Deutschland) (укр. Федератина Республіка Німеччина) (нім. Ehrfurcht vor dem leben) (укр. Благоговіння перед життям)                                                                 |        |                   |         |                |           |         |
| 300-річчя з дня смерті Ганса Якоба Крістофеля фон Гріммельзгаузена |        |                   |         |                |           |         |
| |        | 17 серпня 1976    | 5 марок | D              | 7.750.000 | 250.000 |
| Написи на монеті · Написи на монеті |        |                   |         |                |           |         |
| (нім. Hans Jacob Christoph von Grimmelshausen 1621* 1676†) (укр. Ганс Якоб Крістофель фон Гріммельзгаузен 1621* 1676†) (нім. Bundesrepublik Deutschland) (укр. Федератина Республіка Німеччина) (нім. Der abenteuerliche Simplicissimus) (укр. Пригоди Сімпліціссімуса)      |        |                   |         |                |           |         |
| 200-річчя з дня народження Карла Фрідріха Гаусса |        |                   |         |                |           |         |
| |        | 26 квітня 1977    | 5 марок | J              | 7.750.000 | 250.000 |
| Написи на монеті · Написи на монеті |        |                   |         |                |           |         |
| (нім. Carl Friedrich Gauss 1777—1855) (укр. Карл Фрідріх Гаусс 1777—1855) (нім. Bundesrepublik Deutschland) (укр. Федератина Республіка Німеччина) (лат. Pauca sed matura) (укр. Але мало зрілих)                                                                            |        |                   |         |                |           |         |
| 200-річчя з дня народження Генріха фон Клейста |        |                   |         |                |           |         |
| |        | 18 жовтня 1977    | 5 марок | G              | 7.741.080 | 258.920 |
| Написи на монеті · Написи на монеті |        |                   |         |                |           |         |
| (нім. Heinrich von Kleist 1777—1811) (укр. Генріх фон Клейст 1777—1811) (нім. Bundesrepublik Deutschland) (укр. Федератина Республіка Німеччина) (нім. Frieden ist die bedingung doch von allem glück) (укр. Мир - це основа всього, крім щастя)                             |        |                   |         |                |           |         |
| 100-річчя з дня народження Густава Штреземана |        |                   |         |                |           |         |
| |        | 10 травня 1978    | 5 марок | D              | 7.740.880 | 259.120 |
| Написи на монеті · Написи на монеті |        |                   |         |                |           |         |
| (нім. Gustav Stresemann 1878—1929) (укр. Густав Штреземан 1878—1929) (нім. Bundesrepublik Deutschland) (укр. Федератина Республіка Німеччина) (нім. Durch Frieden und Verständigung siegen) (укр. Перемогти через мир і взаєморозуміння)                                     |        |                   |         |                |           |         |
| 225-річчя з дня смерті Бальтазара Неймана |        |                   |         |                |           |         |
| |        | 16 серпня 1978    | 5 марок | F              | 7.740.880 | 259.120 |
| Написи на монеті · Написи на монеті |        |                   |         |                |           |         |
| (нім. Balthasar Neumann 1687—1753) (укр. Бальтазар Нейман 1687—1753) (нім. Bundesrepublik Deutschland) (укр. Федератина Республіка Німеччина) (нім. Wallfahrtskirche Vierzehnheiligen) (укр. Базиліка Фірценхайліген)                                                        |        |                   |         |                |           |         |
| 150-річчя Німецького археологічного інституту |        |                   |         |                |           |         |
| |        | 18 квітня 1979    | 5 марок | J              | 7.740.880 | 259.120 |
| Написи на монеті · Написи на монеті |        |                   |         |                |           |         |
| (нім. 150 Jahre Deutsches Archäologisches Institut 1829—1979) (укр. 150-річчя Німецького археологічного інституту 1829—1979) (нім. Bundesrepublik Deutschland) (укр. Федератина Республіка Німеччина) (лат. Monumentis ac litteris) (укр. Пам'ятники та письмена)            |        |                   |         |                |           |         |

### Монети з магнімату
| Номінал: 5 Deutsche Mark (16 монет; за період 1979—1986) Матеріал: 75 % Мідь, 25 % Нікель з домішками (магнімат); Діаметр: 29 мм; Маса: 10 г |        |                   |         |                |           |         |
| Фото | Фото   | Дата випуску      | Номінал | Монетний- двір | Тираж     | Тираж   |
| Аверс | Реверс | Дата випуску      | Номінал | Монетний- двір | Unc       | Proof   |
| 100-річчя з дня народження Отто Гана |        |                   |         |                |           |         |
| |        | 24 вересня 1980   | 5 марок | G              | 5.000.000 | 350.000 |
| Написи на монеті · Написи на монеті |        |                   |         |                |           |         |
| (нім. Otto Hahn 1879—1968) (укр. Отто Ган 1879—1968) (нім. Bundesrepublik Deutschland) (укр. Федератина Республіка Німеччина) (нім. Erste Spaltung des UranKerns 1938) (укр. Перше розщеплення ядра Урана)                                                                                        |        |                   |         |                |           |         |
| 100-річчя з дня завершення будівництва Кельнського собору |        |                   |         |                |           |         |
| |        | 22 жовтня 1980    | 5 марок | F              | 5.000.000 | 350.000 |
| Написи на монеті · Написи на монеті |        |                   |         |                |           |         |
| (нім. Kölner Doms 100 jahre Vollendet. 1880—1980) (укр. Кельнський собор 100 років завершення. 1880—1980) (нім. Bundesrepublik Deutschland) (укр. Федератина Республіка Німеччина) (нім. Zeugnis des glaubens — zeichen der einheit) (укр. Символ віри - знак єдності)                            |        |                   |         |                |           |         |
| 750-річчя з дня смерті Вальтера фон дер Фогельвейде |        |                   |         |                |           |         |
| |        | 9 грудня 1980     | 5 марок | D              | 5.000.000 | 350.000 |
| Написи на монеті · Написи на монеті |        |                   |         |                |           |         |
| (нім. Walther von der Vogelweide geb. UM 1170 gest. UM 1230) (укр. Вальтер фон дер Фогельвейде 1170—1230) (нім. Bundesrepublik Deutschland) (укр. Федератина Республіка Німеччина) (нім. Wol vierzic jar hab ich gesungen oder me) (укр. Сорок років я співав або мені)                           |        |                   |         |                |           |         |
| 200-річчя з дня смерті Готгольда Ефраїма Лессінга |        |                   |         |                |           |         |
| |        | 21 липня 1981     | 5 марок | J              | 6.500.000 | 350.000 |
| Написи на монеті · Написи на монеті |        |                   |         |                |           |         |
| (нім. Gotthold Ephraim Lessing 1729—1781) (укр. Готгольд Ефраїм Лессінг 1729—1781) (нім. Bundesrepublik Deutschland) (укр. Федератина Республіка Німеччина) (нім. Sieh überall mit deinen eigenen Augen) (укр. Переглянути все на власні очі)                                                     |        |                   |         |                |           |         |
| 150-річчя з дня смерті Карла Штейна |        |                   |         |                |           |         |
| |        | 24 листопада 1981 | 5 марок | G              | 6.500.000 | 350.000 |
| Написи на монеті · Написи на монеті |        |                   |         |                |           |         |
| (нім. Carl Reichsfreiherr vom Stein 1757—1831) (укр. Карл барон фон Штейн 1757—1831) (нім. Bundesrepublik Deutschland) (укр. Федератина Республіка Німеччина) (нім. Ich habe nur ein Vaterland — Deutschland) (укр. У мене одна батьківщина - Німеччина)                                          |        |                   |         |                |           |         |
| 10-річчя Конференції ООН з проблем навколишнього середовища 1972 року |        |                   |         |                |           |         |
| |        | 11 листопада 1982 | 5 марок | F              | 8.000.000 | 350.000 |
| Написи на монеті · Написи на монеті |        |                   |         |                |           |         |
| (нім. Umweltkonferenz. der. Vereinten. Nationen. 1972) (укр. Конференція Організації Об'єднаних Націй з навколишнього середовища 1972) (нім. Bundesrepublik Deutschland) (укр. Федератина Республіка Німеччина) (нім. Die Eine Erde schützen) (укр. Захистити загальну Землю)                     |        |                   |         |                |           |         |
| 150-річчя з дня смерті Йоганна Вольфганга фон Гете |        |                   |         |                |           |         |
| |        | 7 грудня 1982     | 5 марок | D              | 8.000.000 | 350.000 |
| Написи на монеті · Написи на монеті |        |                   |         |                |           |         |
| (нім. Johann Wolfgang von Goethe 1749—1832) (укр. Йоганн Вольфганг фон Гете 1749—1832) (нім. Bundesrepublik Deutschland) (укр. Федератина Республіка Німеччина) (нім. Zwischen uns sei Wahrheit) (укр. Між нами знаходиться істина)                                                               |        |                   |         |                |           |         |
| 100-річчя з дня смерті Карла Маркса |        |                   |         |                |           |         |
| |        | 21 червня 1983    | 5 марок | J              | 8.000.000 | 350.000 |
| Написи на монеті · Написи на монеті |        |                   |         |                |           |         |
| (нім. Karl Marx 1818—1883) (укр. Карл Маркс 1818—1883) (нім. Bundesrepublik Deutschland) (укр. Федератина Республіка Німеччина) (нім. Wahrheit als Wirklichkeit und Macht) (укр. Правда, як дійсність і міць)                                                                                     |        |                   |         |                |           |         |
| 500-річчя з дня народження Мартіна Лютера |        |                   |         |                |           |         |
| |        | 10 листопада 1983 | 5 марок | G              | 8.000.000 | 350.000 |
| Написи на монеті · Написи на монеті |        |                   |         |                |           |         |
| (нім. Martin Luther 1483—1546) (укр. Мартін Лютер 1483—1546) (нім. Bundesrepublik Deutschland) (укр. Федератина Республіка Німеччина) (нім. Gottes wort bleibt in Ewigkeit) (укр. Слово бога залишається у вічності)                                                                              |        |                   |         |                |           |         |
| 150-річчя з дня заснування Німецького митного союзу |        |                   |         |                |           |         |
| |        | 22 травня 1984    | 5 марок | D              | 8.000.000 | 350.000 |
| Написи на монеті · Написи на монеті |        |                   |         |                |           |         |
| (нім. Gründung des Deutschen Zollvereins 1834) (укр. Німецький митний союз 1834) (нім. Bundesrepublik Deutschland) (укр. Федератина Республіка Німеччина) (нім. Zollverein — Deutschland * EWG — Europa) (укр. Митний союз - Німеччина * EWG - Європа)                                            |        |                   |         |                |           |         |
| 175-річчя з дня народження Фелікса Мендельсона |        |                   |         |                |           |         |
| |        | 24 жовтня 1984    | 5 марок | J              | 8.000.000 | 350.000 |
| Написи на монеті · Написи на монеті |        |                   |         |                |           |         |
| (нім. Felix Mendelssohn Bartholdy 1809—1847) (укр. Фелікс Мендельсон Бартольді 1809—1847]) (нім. Bundesrepublik Deutschland) (укр. Федератина Республіка Німеччина) (нім. Ihr töne schwingt euch freudig durch die saiten) (укр. Ваші звуки радують вас через струни)                             |        |                   |         |                |           |         |
| Європейський рік музики |        |                   |         |                |           |         |
| |        | 21 травня 1985    | 5 марок | F              | 8.000.000 | 350.000 |
| Написи на монеті · Написи на монеті |        |                   |         |                |           |         |
| (нім. Europäisches Jahr der Musik 1985) (укр. Європейський рік музики 1985]) (нім. Bundesrepublik Deutschland) (нім. Schütz, Bach, Händel, Scarlatti, Berg) (укр. Шютц, Бах, Гендель, Скарлатті, Берг)                                                                                            |        |                   |         |                |           |         |
| 150-річчя заснування першої залізниці в Німеччині |        |                   |         |                |           |         |
| |        | 7 листопада 1985  | 5 марок | G              | 8.000.000 | 350.000 |
| Написи на монеті · Написи на монеті |        |                   |         |                |           |         |
| (нім. 150 Jahre Eisenbahn in Deutschland 1835—1985) (укр. 150-річчя заснування першої залізниці в Німеччині 1835—1985) (нім. Bundesrepublik Deutschland) (укр. Федератина Республіка Німеччина) (нім. Eisenbahn Nürnberg - Fürth 7. Dezember 1835) (укр. Залізниця Нюрнберг — Фюрт 7 грудня 1835) |        |                   |         |                |           |         |
| 600-річчя Гейдельберзькому університету |        |                   |         |                |           |         |
| |        | 24 червня 1986    | 5 марок | D              | 8.000.000 | 350.000 |
| Надиси на монеті · Написи на монеті |        |                   |         |                |           |         |
| (нім. 600 Jahre Universität Heidelberg 1386—1986) (укр. 600-річчя Гейдельберзькому університету 1386—1986) (нім. Bundesrepublik Deutschland) (укр. Федератина Республіка Німеччина) (нім. Aus Tradition in die Zukunft) (укр. Від традицій до майбутнього)                                        |        |                   |         |                |           |         |
| 200-річчя з дня смерті Фрідріха II |        |                   |         |                |           |         |
| |        | 22 жовтня 1986    | 5 марок | F              | 8.000.000 | 350.000 |
| Написи на монеті · Написи на монеті |        |                   |         |                |           |         |
| (нім. Friedrich dem Großße 1712 1786) (укр. Фрідріх Великий 1712 1786) (нім. Bundesrepublik Deutschland) (укр. Федератина Республіка Німеччина) (нім. Ich bin der erste Diener meines Staates) (укр. Я перший слуга моєї держави)                                                                 |        |                   |         |                |           |         |

## 10 марок

### Монети зі срібла
Монети виходили двічі на рік. Вони випускалися в період з 1970 по 2001 роки і було випущено 43 пам'ятні монети номіналом 10-DM-Gedenkmünzen.
Поділ списку монет номіналом 10-DM зі вмістом срібла 62,5% через офіційну назву Feinsilber (чисте срібло) і Silber (срібло).
| Номінал: 10 Deutsche Mark (6 монет; за період 1970—1972) Матеріал: 62,5 % Срібло, 37,5 % Мідь; Діаметр: 32,5 мм; Маса: 15,5 г |             |                   |          |                |               |             |
| Зображення | Зображення  | Дата випуску      | Номінал  | Монетний- двір | Тираж         | Тираж       |
| Аверс | Реверс      | Дата випуску      | Номінал  | Монетний- двір | анциркулейтед | пруф        |
| Літні Олімпійські ігри 1972 |             |                   |          |                |               |             |
| |             | 26 січня 1970     | 10 марок | D, F, G, J     | 2.375.000     | 125.000     |
| Написи на монеті · Написи на монеті |             |                   |          |                |               |             |
| (нім. Spiele der XX. Olympiade 1972 in Deutschland) (укр. Ігри XX Олімпіади 1972 в Німеччині) (нім. Bundesrepublik Deutschland) (укр. Федеративна Республіка Німеччина) (лат. Citius, altius, fortius) (укр. Швидше, вище, сильніше) |             |                   |          |                |               |             |
| |             | 20 липня 1971     | 10 марок | D, F, G, J     | 4.875.000     | 125.000     |
| Написи на монеті · Написи на монеті |             |                   |          |                |               |             |
| (нім. Olympische Spiele 1972 in München) (укр. Олімпійські ігри 1972 в Мюнхені) (нім. Bundesrepublik Deutschland) (укр. Федеративна Республіка Німеччина) (лат. Citius, altius, fortius) (укр. Швидше, вище, сильніше) |             |                   |          |                |               |             |
| |             | 8 грудня 1971     | 10 марок | D, F, G, J     | 4.850.000     | 150.000     |
| Написи на монеті · Написи на монеті |             |                   |          |                |               |             |
| (нім. Spiele der XX. Olympiade 1972 in München) (укр. Ігри XX Олімпіади 1972 в Мюнхені) (нім. Bundesrepublik Deutschland) (укр. Федеративна Республіка Німеччина) (лат. Citius, altius, fortius) (укр. Швидше, вище, сильніше) |             |                   |          |                |               |             |
| |             | 9 травня 1972     | 10 марок | D, F, G, J     | 4.850.000     | 150.000     |
| Написи на монеті · Написи на монеті |             |                   |          |                |               |             |
| (нім. Olympische Spiele München 26.8.-10.9.1972) (укр. Олімпійські ігри Мюнхен 26.8.-10.9.1972) (нім. Bundesrepublik Deutschland) (укр. Федеративна Республіка Німеччина) (лат. Citius, altius, fortius) (укр. Швидше, вище, сильніше) |             |                   |          |                |               |             |
| |             | 5 липня 1972      | 10 марок | D, F, G, J     | 2.350.000     | 150.000     |
| Написи на монеті · Написи на монеті |             |                   |          |                |               |             |
| (нім. Spiele der XX. Olympiade 1972 in München) (укр. Ігри XX Олімпіади 1972 в Мюнхені) (нім. Bundesrepublik Deutschland) (укр. Федеративна Республіка Німеччина) (лат. Citius, altius, fortius) (укр. Швидше, вище, сильніше) |             |                   |          |                |               |             |
| |             | 22 серпня 1972    | 10 марок | D, F, G, J     | 4.850.000     | 150.000     |
| Написи на монеті · Написи на монеті |             |                   |          |                |               |             |
| (нім. Spiele der XX. Olympiade 1972 in München) (укр. Ігри XX Олімпіади 1972 в Мюнхені) (нім. Bundesrepublik Deutschland) (укр. Федеративна Республіка Німеччина) (лат. Citius, altius, fortius) (укр. Швидше, вище, сильніше) |             |                   |          |                |               |             |
| Номінал: 10 Deutsche Mark (23 монети; за період 1987—1997) Матеріал: 62,5 % Срібло, 37,5 % Мідь; Діаметр: 32,5 мм; Маса: 15,5 г |             |                   |          |                |               |             |
| Изображение | Изображение | Дата випуску      | Номінал  | Монетний- двір | Тираж         | Тираж       |
| Аверс | Реверс      | Дата випуску      | Номінал  | Монетний- двір | анциркулейтед | пруф        |
| 750-річчя з дня заснування Берліна |             |                   |          |                |               |             |
| |             | 30 квітня 1987    | 10 марок | J              | 8.000.000     | 350.000     |
| Написи на монеті · Написи на монеті |             |                   |          |                |               |             |
| (нім. Berlin 750 Jahre) (укр. 750-річчя Берліна) (нім. Bundesrepublik Deutschland) (укр. Федеративна Республіка Німеччина) (нім. Einigkeit und Recht und Freiheit) (укр. Єдність, Право, Свобода) |             |                   |          |                |               |             |
| 30-річчя Римському договору |             |                   |          |                |               |             |
| |             | 25 листопада 1987 | 10 марок | G              | 8.000.000     | 350.000     |
| Написи на монеті · Написи на монеті |             |                   |          |                |               |             |
| (нім. Römische Verträge Europäische Gemeinschaft 1957—1987) (укр. Римський договір Європейське співтовариство 1957—1987) (нім. Bundesrepublik Deutschland) (укр. Федеративна Республіка Німеччина) (нім. Adenauer, Bech, De Gasperi, Luns, Schuman und Spaak) (укр. Аденауер, Беш, Де Гаспері, Лунс, Шуман і Спаак) |             |                   |          |                |               |             |
| 200-річчя з дня народження Артура Шопенгауера |             |                   |          |                |               |             |
| |             | 21 вересня 1988   | 10 марок | D              | 8.000.000     | 350.000     |
| Написи на монеті · Написи на монеті |             |                   |          |                |               |             |
| (нім. 1788—1860 Arthur Schopenhauer) (укр. 1788—1860 Артур Шопенгауер) (нім. Bundesrepublik Deutschland) (укр. Федеративна Республіка Німеччина) (нім. Die Welt als Wille und Vorstellung) (укр. Світ як воля і уявлення) |             |                   |          |                |               |             |
| 100-річчя з дня смерті Карла Фрідріха Цейса |             |                   |          |                |               |             |
| |             | 23 листопада 1988 | 10 марок | F              | 8.000.000     | 350.000     |
| Написи на монеті · Написи на монеті |             |                   |          |                |               |             |
| (нім. Carl Zeiss 1816 — 1888) (укр. Карл Цейс 1816 — 1888) (нім. Bundesrepublik Deutschland) (укр. Федеративна Республіка Німеччина) (нім. Optik für Wissenschaft und Technik) (укр. Оптика для науки і технікі) |             |                   |          |                |               |             |
| 40-річчя республіці Німеччина |             |                   |          |                |               |             |
| |             | 17 травня 1989    | 10 марок | G              | 8.000.000     | 350.000     |
| Написи на монеті · Написи на монеті |             |                   |          |                |               |             |
| (нім. Bundesrepublik Deutschland 1949 — 1989) (укр. Німеччина 1949—1989) (нім. Bundesrepublik Deutschland) (укр. Федеративна Республіка Німеччина) (нім. 40 Jahre Frieden und Freiheit) (укр. 40-річчя миру і свободі) |             |                   |          |                |               |             |
| 2000-річчя з дня заснування Бонна |             |                   |          |                |               |             |
| |             | 20 вересня 1989   | 10 марок | D              | 8.000.000     | 350.000     |
| Написи на монеті · Написи на монеті |             |                   |          |                |               |             |
| (нім. 2000 Jahre Bonn) (укр. 2000-річчя Бонна) (нім. Bundesrepublik Deutschland) (укр. Федеративна Республіка Німеччина) (нім. Bonn blühe und bleibe) (укр. Бонну існувати і процвітати) |             |                   |          |                |               |             |
| 800-річчя з дня заснування Гамбурга |             |                   |          |                |               |             |
| |             | 8 листопада 1989  | 10 марок | J              | 8.000.000     | 350.000     |
| Написи на монеті · Написи на монеті |             |                   |          |                |               |             |
| (нім. 800 Jahre Hafen und Hamburg) (укр. 800 лет гавани и Гамбургу) (нім. Bundesrepublik Deutschland) (укр. Федеративна Республіка Німеччина) (нім. Hamburg tor zur Welt) (укр. Гамбург — Ворота в світ) |             |                   |          |                |               |             |
| 800-річчя з дня смерті Фрідріха I Барбаросси |             |                   |          |                |               |             |
| |             | 8 червня 1990     | 10 марок | F              | 7.450.000     | 400.000     |
| Написи на монеті · Написи на монеті |             |                   |          |                |               |             |
| (нім. Kaiser Friedrich I. Barbarossa.* 1122 + 1190) (укр. Імператор Фрідріх I Барбаросса.* 1122 + 1190) (нім. Bundesrepublik Deutschland) (укр. Федеративна Республіка Німеччина) (лат. Honor Imperii) (укр. Честь імперії) |             |                   |          |                |               |             |
| 800-річчя Тевтонського ордена |             |                   |          |                |               |             |
| |             | 4 вересня 1991    | 10 марок | J              | 8.400.000     | 450.000     |
| Написи на монеті · Написи на монеті |             |                   |          |                |               |             |
| (нім. 800 Jahre Deutscher Orden 1190—1990) (укр. 800-річчя Тевтонського ордена 1190 — 1990) (нім. Bundesrepublik Deutschland) (укр. Федеративна Республіка Німеччина) (нім. Es bleib in Gedächtnis so lang Gott will) (укр. Это останется в памяти так долго насколько хочет бог) |             |                   |          |                |               |             |
| 200-річчя Бранденбурзьких ворот |             |                   |          |                |               |             |
| |             | 18 грудня 1991    | 10 марок | A              | 8.400.000     | 450.000     |
| Написи на монеті · Написи на монеті |             |                   |          |                |               |             |
| (нім. Das Brandenburger Tor. Symbol der deutschen Einheit) (укр. Бранденбурзькі ворота. Символ німецької свободи) (нім. Bundesrepublik Deutschland) (укр. Федеративна Республіка Німеччина) (нім. Deutschland Einig Vaterland) (укр. Німеччина Єдина Батьківщина) |             |                   |          |                |               |             |
| 125-річчя з дня народження Кете Колльвіц |             |                   |          |                |               |             |
| |             | 3 липня 1992      | 10 марок | G              | 8.400.000     | 450.000     |
| Написи на монеті · Написи на монеті |             |                   |          |                |               |             |
| (нім. Käthe Kollwitz * 1867 . 1945 +) (укр. Кете Колльвіц * 1867 . 1945 +) (нім. Bundesrepublik Deutschland) (укр. Федеративна Республіка Німеччина) (нім. Ich will wirken in dieser Zeit) (укр. Я хочу працювати в цей час) |             |                   |          |                |               |             |
| 150-річчя цивільного ордена Pour le Mérite |             |                   |          |                |               |             |
| |             | 9 грудня 1992     | 10 марок | D              | 8.400.000     | 450.000     |
| Написи на монеті · Написи на монеті |             |                   |          |                |               |             |
| (нім. Orden Pour le mérite für Wissenschaften und Künste, A.v.Humboldt 1.Kanzler des Ordens 1842—1992) (укр. Орден Pour le mérite для науки і мистецтва, А. фон Гумбольдт 1. Канцлер Ордена 1842—1992) (нім. Bundesrepublik Deutschland) (укр. Федеративна Республіка Німеччина) (нім. Gemeinschaft von Gelehrten und Künstlern) (укр. Спільнота вчених і художників) |             |                   |          |                |               |             |
| 1000-річчя Потсдама |             |                   |          |                |               |             |
| |             | 16 червня 1993    | 10 марок | F              | 7.500.000     | 450.000     |
| Написи на монеті · Написи на монеті |             |                   |          |                |               |             |
| (нім. 1000 Jahre Potsdam 993—1993) (укр. 1000-річчя Потсдама 993—1993) (нім. Bundesrepublik Deutschland) (укр. Федеративна Республіка Німеччина) (нім. Das ganze Eiland muss ein Paradies werden) (укр. Весь острів повинен бути раєм) |             |                   |          |                |               |             |
| 150-річчя з дня народження Роберта Коха |             |                   |          |                |               |             |
| |             | 16 червня 1993    | 10 марок | J              | 7.000.000     | 450.000     |
| Написи на монеті · Написи на монеті |             |                   |          |                |               |             |
| (нім. Robert Koch * 1843 + 1910".) (укр. Роберт Кох * 1843 + 1910".) (нім. Bundesrepublik Deutschland) (укр. Федеративна Республіка Німеччина) (нім. Mitbegrüender der Bakteriologie) (укр. Співзасновник бактеріології) |             |                   |          |                |               |             |
| 50-річчя з дня Змови генералів |             |                   |          |                |               |             |
| |             | 6 липня 1994      | 10 марок | A              | 7.000.000     | 450.000     |
| Написи на монеті · Написи на монеті |             |                   |          |                |               |             |
| (нім. Der Deutsche Widerstand 1933 - 1945 20. Juli 1944) (укр. Німецький опір 1933—1945 20. липня 1944) (нім. Bundesrepublik Deutschland) (укр. Федеративна Республіка Німеччина) (нім. Widerstand gegen den Nationalsozialismus) (укр. Опір проти нацизму) |             |                   |          |                |               |             |
| 250-річчя з дня народження Йоганна-Готфріда Гердера |             |                   |          |                |               |             |
| |             | 15 листопада 1994 | 10 марок | G              | 7.000.000     | 450.000     |
| Написи на монеті · Написи на монеті |             |                   |          |                |               |             |
| (нім. Johann Gottfried Herder. 1744 — 1803 .) (укр. Йоганн Готфрід Гердер. 1744 — 1803.) (нім. Bundesrepublik Deutschland) (укр. Федеративна Республіка Німеччина) (нім. Humanität ist der Zweck der Menschennatur) (укр. Людство мета людської натури) |             |                   |          |                |               |             |
| Початок відновлення Лютеранської церкви Фрауенкірхе |             |                   |          |                |               |             |
| |             | 3 травня 1995     | 10 марок | J              | 7.000.000     | 450.000     |
| Написи на монеті · Написи на монеті |             |                   |          |                |               |             |
| (нім. 50 Jahre Mahnung zu Frieden und Versöhnung) (укр. 50-річчя нагадування миру і примирення) (нім. Bundesrepublik Deutschland) (укр. Федеративна Республіка Німеччина) (нім. Steinerne Glocke — Symbol für Toleranz) (укр. Камінь дзвін — символ толерантності) |             |                   |          |                |               |             |
| 150-річчя з дня народження Вільгельма Конрада Рентгена |             |                   |          |                |               |             |
| |             | 3 травня 1995     | 10 марок | D              | 6.500.000     | 400.000     |
| Написи на монеті · Написи на монеті |             |                   |          |                |               |             |
| (нім. Wilhelm Conrad Röntgen 1845 - 1923 Entdeckung der Röntgenstrahlen 8.11.1895) (укр. Вільгельм Конрад Рентген 1845—1923 Відкриття рентгенівських променів 8.11.1895) (нім. Bundesrepublik Deutschland) (укр. Федеративна Республіка Німеччина) (нім. Erster nobelpreis fuer physik 1901) (укр. Перша Нобелівська премія з фізики 1901 рік) |             |                   |          |                |               |             |
| 800-річчя з дня смерті Генріха Льва |             |                   |          |                |               |             |
| |             | 5 грудня 1995     | 10 марок | F              | 6.500.000     | 400.000     |
| Написи на монеті · Написи на монеті |             |                   |          |                |               |             |
| (лат. Heinricvs dvx bavarie et Saxonie) (укр. Генріх Баварський і Саксонський) (нім. Bundesrepublik Deutschland) (укр. Федеративна Республіка Німеччина) (нім. Heinrich der Löwe aus kaiserlichem stamm) (укр. Генріх Лев з імператорського племені) |             |                   |          |                |               |             |
| 150-річчя католицького руху Кольпінверк і 130-річчя з дня смерті Адольфа Кольпінга |             |                   |          |                |               |             |
| |             | 21 серпня 1996    | 10 марок | A              | 5.600.000     | 400.000     |
| Написи на монеті · Написи на монеті |             |                   |          |                |               |             |
| (нім. Kolping-Werk 1846 - 1996) (укр. Кольпінг-Верк 1846 - 1996) (нім. Bundesrepublik Deutschland) (укр. Федеративна Республіка Німеччина) (нім. Tätige Liebe heilt alle Wunden) (укр. Активна любов лікує всі рани) |             |                   |          |                |               |             |
| 500-річчя з дня народження реформатора Філіпа Меланхтона |             |                   |          |                |               |             |
| |             | 13 лютого 1997    | 10 марок | A, D, F, G J   | 3.010.000     | 5 × 152.272 |
| Написи на монеті · Написи на монеті |             |                   |          |                |               |             |
| (нім. Philipp Melanchthon * 1497 + 1560) (укр. Філіп Меланхтон * 1497 + 1560) (нім. Bundesrepublik Deutschland) (укр. Федеративна Республіка Німеччина) (нім. Zum Gespräch geboren) (укр. З обговоренням народжений) |             |                   |          |                |               |             |
| 100-річчя з дня створення Дизельного двигуна |             |                   |          |                |               |             |
| |             | 28 серпня 1997    | 10 марок | A, D, G, J F   | 3.000.000     | 5 × 152.272 |
| Написи на монеті · Написи на монеті |             |                   |          |                |               |             |
| (нім. 100 Jahre Dieselmotor) (укр. 100-річчя Дизельному двигуну) (нім. Bundesrepublik Deutschland) (укр. Федеративна Республіка Німеччина) (нім. Gedanken sind der Motor der Welt) (укр. Найкращий двигун в світі) |             |                   |          |                |               |             |
| 200-річчя з дня народження Генріха Гейне |             |                   |          |                |               |             |
| |             | 6 листопада 1997  | 10 марок | A, F, G, J D   | 2.990.000     | 5 × 152.272 |
| Написи на монеті · Написи на монеті |             |                   |          |                |               |             |
| (нім. Heinrich Heine * 1797 + 1856) (укр. Генріх Гейне * 1797 + 1856) (нім. Bundesrepublik Deutschland) (укр. Федеративна Республіка Німеччина) (нім. Deutschland — das sind wir selber — 1833) (укр. Німеччина — те що ми самі — 1833) |             |                   |          |                |               |             |
| Номінал: 10 Deutsche Mark (14 монет; за період 1998—2001) Матеріал: 92,5 % Срібло, 7,5 % Мідь; Діаметр: 32,5 мм; Маса: 15,5 г |             |                   |          |                |               |             |
| Зображення | Зображення  | Дата випуску      | Номінал  | Монетний- двір | Тираж         | Тираж       |
| Аверс | Реверс      | Дата випуску      | Номінал  | Монетний- двір | анциркулейтед | пруф        |
| 350-річчя Вестфальському миру |             |                   |          |                |               |             |
| |             | 12 березня 1998   | 10 марок | A, D, F, G J   | 3.500.000     | 5 × 200.000 |
| Написи на монеті · Написи на монеті |             |                   |          |                |               |             |
| (нім. Westfälische Friede 1648) (укр. Вестфальський мир 1648) (нім. Bundesrepublik Deutschland) (укр. Федеративна Республіка Німеччина) (нім. Fried Ernaehrt Unfried Verzehrt) (укр. Мир годує — розбрат пожирає) |             |                   |          |                |               |             |
| 900-річчя з дня народження Гільдеґарди Бінгенської |             |                   |          |                |               |             |
| |             | 16 квітня 1998    | 10 марок | A, D, F, J G   | 3.500.000     | 5 × 200.000 |
| Написи на монеті · Написи на монеті |             |                   |          |                |               |             |
| (нім. Hildegard von Bingen *1098 + 1179) (укр. Гільдеґарда Бінгенська *1098 + 1179) (нім. Bundesrepublik Deutschland) (укр. Федеративна Республіка Німеччина) (нім. Wisse die Wege des Herrn) (укр. Знати шляхи Господа) |             |                   |          |                |               |             |
| 50-річчя Німецькій марці |             |                   |          |                |               |             |
| |             | 19 червня 1998    | 10 марок | A, D, G, J F   | 3.500.000     | 5 × 200.000 |
| Написи на монеті · Написи на монеті |             |                   |          |                |               |             |
| (нім. 1948 . Deutsche Mark . 1998) (укр. 1948 . Німецька марка . 1998) (нім. Bundesrepublik Deutschland) (укр. Федеративна Республіка Німеччина) (нім. Einigkeit und Recht und Freiheit) (укр. Єдність і Право і Свобода) |             |                   |          |                |               |             |
| 300-річчя установ Франке |             |                   |          |                |               |             |
| |             | 10 вересня 1998   | 10 марок | D, F, G, J A   | 3.500.000     | 5 × 200.000 |
| Написи на монеті · Написи на монеті |             |                   |          |                |               |             |
| (нім. 300 Jahre Franckesche Stiftungen) (укр. 300-річчя установ Франке) (нім. Bundesrepublik Deutschland) (укр. Федеративна Республіка Німеччина) (нім. Er vertraute Gott) (укр. Він довіряв Богу) |             |                   |          |                |               |             |
| 50-річчя Основного закону Федеративної Республіки Німеччина |             |                   |          |                |               |             |
| |             | 21 травня 1999    | 10 марок | A, F, G, J D   | 3.000.000     | 5 × 162.300 |
| Написи на монеті · Написи на монеті |             |                   |          |                |               |             |
| Аверс: (нім. 50 Jahre Grundgesetz der Bundesrepublik Deutschland) (укр. 50-річчя Основного закону Федеративної Республіки Німеччина) (нім. Alle Staatsgewalt geht vom Volke aus) (укр. Вся державна влада виходить від народу) (стаття 20) (нім. Die Würde des Menschen in unantastbar) (укр. Гідність людини недоторканна) (стаття 1) (нім. Die Freiheit der Person ist unverletzlich) (укр. Свобода особистості недоторканна) (стаття 2) (нім. alle Menschen sind vor dem Gesetz gleich) (укр. Всі громадяни рівні перед законом) (стаття 3) Реверс: (нім. Bundesrepublik Deutschland) (укр. Федеративна Республіка Німеччина) Гурт: (нім. Für das gesamte deutsche Volk) (укр. Для всього німецького народу) |             |                   |          |                |               |             |
| 50-річчя Дитячих сіл — SOS |             |                   |          |                |               |             |
| |             | 10 червня 1999    | 10 марок | A, D, F, G J   | 3.000.000     | 5 × 162.300 |
| Написи на монеті · Написи на монеті |             |                   |          |                |               |             |
| Аверс: (нім. 50 Jahre SOS-Kinderdörfer) (укр. 50-річчя Дитячих сіл — SOS) Реверс: (нім. Bundesrepublik Deutschland) (укр. Федеративна Республіка Німеччина) Гурт: (нім. SOS-Kinderdörfer Eine Idee Für Die Welt) (укр. Дитячі села — SOS. Одна ідея для Світу) |             |                   |          |                |               |             |
| Веймар — культурне місто Європи/250-річчя від дня народження Гете |             |                   |          |                |               |             |
| |             | 12 серпня 1999    | 10 марок | A, D, G, J F   | 3.000.000     | 5 × 162.300 |
| Написи на монеті · Написи на монеті |             |                   |          |                |               |             |
| Аверс: (нім. Goethe Weimar-Kulturstadt Europas) (укр. Гете Веймар — культурне місто Європи) (нім. Cranach.Schiller.Herder.Wieland.Hoffmann.Von Fallersleben.Andersen.Bach.Liszt.Strauss.Gropius.Van de Velde.Kandinsky.Klee) (укр. Кранах.Шиллер.Гердер.Віланд.Гофман фон Фаллерслебен.Андерсен.Бах.Ліст.Штраус.Гропіус.Ван де Велде.Кандинський.Клеє) Реверс: (нім. Bundesrepublik Deutschland) (укр. Федеративна Республіка Німеччина) Гурт: (нім. Wirke gut, so wirkst du länger) (укр. Діючи добре, так дійте далі) |             |                   |          |                |               |             |
| Expo 2000 — Всесвітня виставка Expo 2000 на Ганновері |             |                   |          |                |               |             |
| |             | 13 января 2000    | 10 марок | D, F, G, J A   | 3.000.000     | 5 × 165.260 |
| Написи на монеті · Написи на монеті |             |                   |          |                |               |             |
| Аверс: (нім. Mensch-Natur-Technik) (укр. Людина-Природа-Технологія) Реверс: (нім. Bundesrepublik Deutschland) (укр. Федеративна Республіка Німеччина) Гурт: (нім. Weltausstellung Expo 2000 Hannover) (укр. Всесвітня виставка Expo 2000 на Ганновері) |             |                   |          |                |               |             |
| Карл Великий — Ахенський собор — 1200 років |             |                   |          |                |               |             |
| |             | 13 січня 2000     | 10 марок | A, D, F, J G   | 3.000.000     | 5 × 165.260 |
| Написи на монеті · Написи на монеті |             |                   |          |                |               |             |
| Аверс: (нім. Kaiser Karl der Große — Dom zu Aachen — 1200 jahre) (укр. Карл Великий — Ахенский собор — 1200 років) Реверс: (нім. Bundesrepublik Deutschland) (укр. Федеративна Республіка Німеччина) Гурт: (лат. Urbs Aquensis — Urbs Regalis) (укр. Місто Ахен — Королівське місто) |             |                   |          |                |               |             |
| 250-річчя від дня смерті Іоганна Себастьяна Баха |             |                   |          |                |               |             |
| |             | 13 липня 2000     | 10 марок | A, D, G, J F   | 3.000.000     | 5 × 165.260 |
| Написи на монеті · Написи на монеті |             |                   |          |                |               |             |
| Аверс: (нім. Johann Sebastian Bach 1685—1750) (укр. Іоганн Себастьян Бах 1685—1750) (нім. Die Kunst der Fuge) (укр. Мистецтво фуги) (нім. Vor deinen Thron tret ich hiermit) (укр. Перед престолом Твоїм нині є я) (нім. Matthäus-Passion.Johannes Passion) (укр. Страсті за Матфеєм.Страсті за Іоанном) Реверс: (нім. Bundesrepublik Deutschland) (укр. Федеративна Республіка Німеччина) Гурт: (нім. 250. Todestag Johann Sebastian Bach) (укр. 250-річчя від дня смерті Іоганна Себастьяна Баха) |             |                   |          |                |               |             |
| 10-річчя німецької єдності |             |                   |          |                |               |             |
| |             | 28 вересня 2000   | 10 марок | A, F, G, J D   | 3.000.000     | 5 × 165.260 |
| Написи на монеті · Написи на монеті |             |                   |          |                |               |             |
| Аверс: (нім. 10 Jahre Deutsche Einheit) (укр. 10-річчя німецької єдності) Реверс: (нім. Bundesrepublik Deutschland) (укр. Федеративна Республіка Німеччина) Гурт: (нім. Wir sind das Volk — Wir sind ein Volk) (укр. Ми це народ — ми єдиний народ) |             |                   |          |                |               |             |
| 200-річчя з дня народження Альберта Лорцинга |             |                   |          |                |               |             |
| |             | 11 січня 2001     | 10 марок | A, D, F, G J   | 2.500.000     | 5 × 165.260 |
| Написи на монеті · Написи на монеті |             |                   |          |                |               |             |
| Аверс: (нім. Albert Gustav Lortzing 1801-1851") (укр. Альберт Густав Лорцинг 1801-1851) Реверс: (нім. Bundesrepublik Deutschland) (укр. Федеративна Республіка Німеччина) Гурт: (нім. Zar und Zimmermann*Wildschüetz*Undine) (укр. Столяр*Браконьєр*Русалка) |             |                   |          |                |               |             |
| 750-річчя Монастиря Святої Катерини |             |                   |          |                |               |             |
| |             | 13 червня 2001    | 10 марок | D, F, G, J A   | 2.500.000     | 5 × 165.260 |
| Написи на монеті · Написи на монеті |             |                   |          |                |               |             |
| Аверс: (нім. 750 Jahre Katharinenkloster — 50 Jahre Meeresmuseum Stralsund) (укр. 750-річчя монастиря Святої Катерини — 50 років океанографічному музею в Штральзунді) Реверс: (нім. Bundesrepublik Deutschland) (укр. Федеративна Республіка Німеччина) Гурт: (нім. Ohne Wasser kein Leben) (укр. Без Води немає Життя) |             |                   |          |                |               |             |
| 50-річчя Федерального Конституційного суду Німеччини |             |                   |          |                |               |             |
| |             | 5 вересня 2001    | 10 марок | A, D, F, J G   | 2.000.000     | 5 × 153.260 |
| Надпис на монеті · Написи на монеті |             |                   |          |                |               |             |
| Аверс: (нім. 50 Jahre Bundesverfassungsgericht) (укр. 50-річчя Федерального Конституційного суду) (нім. Grundgesetz) (укр. Основний закон) (нім. Die Würde des Menschen ist unantastbar) (укр. Людська гідність недоторканна) (нім. Sie zu achten und zu schützen ist Verpflichtung aller staatlichen Gewalt) (укр. Вона повинна дотримуватися і захищатися всією державною владою) Реверс: (нім. Bundesrepublik Deutschland) (укр. Федеративна Республіка Німеччина) Гурт: (нім. Im Namen des Volkes) (укр. В ім'я народу) |             |                   |          |                |               |             |

## Золота монета
| Номінал: 1 марка Матеріал: 99,99 % Золото; Діаметр: 23,5 мм; Маса: 12 г |            |               |         |                |         |       |
| Зображення | Зображення | Дата випуску  | Номінал | Монетний- двір | Тираж   | Тираж |
| Аверс | Реверс     | Дата випуску  | Номінал | Монетний- двір | st      | sp    |
| Пам'ятна Німецька Марка |            |               |         |                |         |       |
| |            | 26 липня 2001 | 1 марка | A, D, F, G, J  | 200.000 | —     |
| Написи на монетs · Написи на монетs |            |               |         |                |         |       |
| Аверс: (нім. 1 Deutsche Mark) (укр. 1 німецька марка) Реверс: (нім. Deutsche Bundesbank) (укр. Немецький федеральний банк) Гурт: (нім. Gedenken an die Deutsche Mark) (укр. Прощання з німецькою маркою) |            |               |         |                |         |       |